# Paratrechina arlesi
Paratrechina arlesi är en myrart som beskrevs av Bernard 1953. Paratrechina arlesi ingår i släktet Paratrechina och familjen myror. Inga underarter finns listade i Catalogue of Life.